# 西古尼乌斯

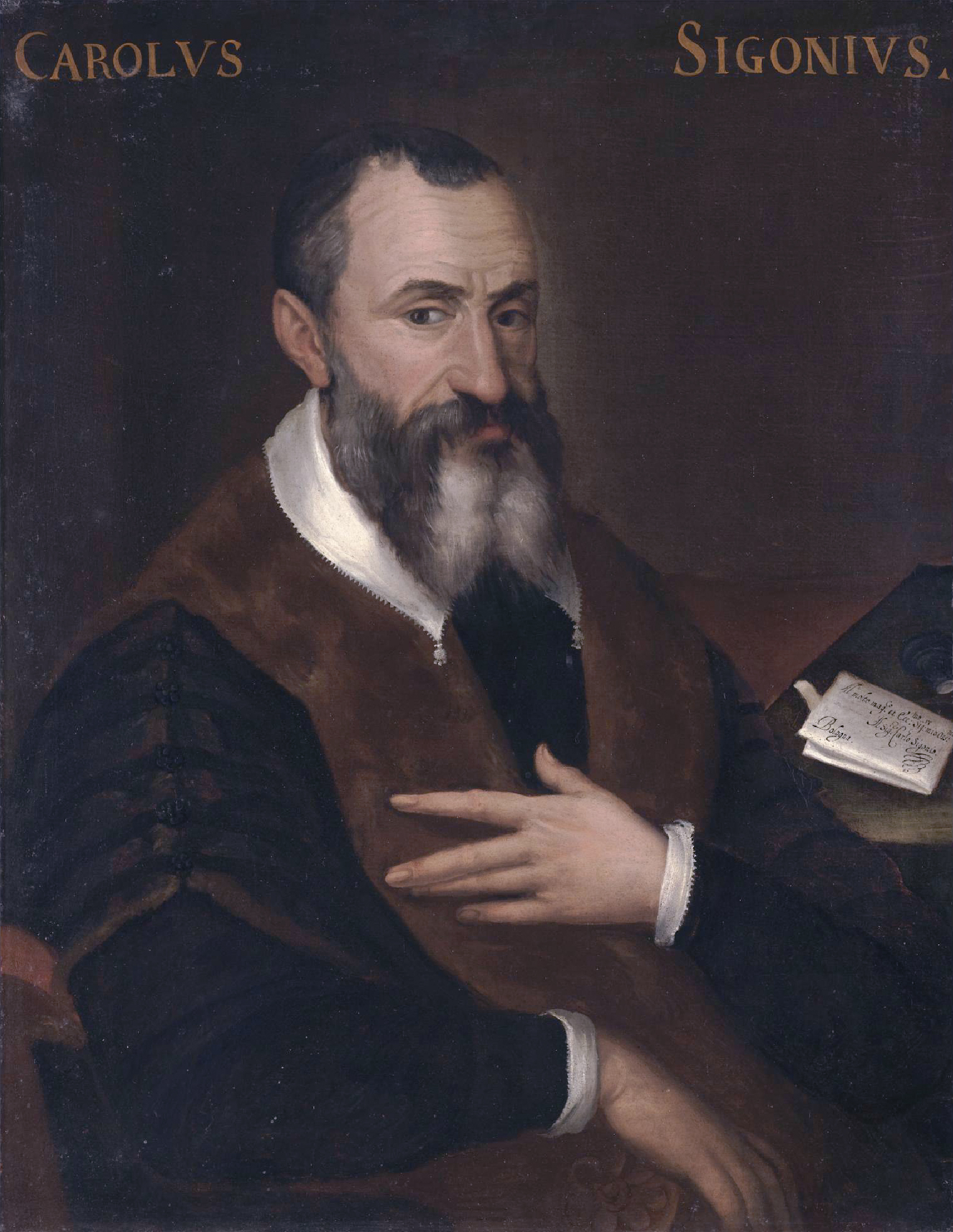
Carlo Sigonio

西古尼乌斯（Carolus Sigonius，意大利文：Carlo Sigonio，约1524年—1584年）義大利文藝復興時期人文主义者。
他生于意大利摩德納，曾在那里以及威尼斯讲授希腊文。后又在帕多瓦和博洛尼亚任雄辩术教席。西古尼乌斯留下许多关于古罗马和中世纪历史的著作。
他被视为古文书学（diplomatics）的创始人。
他曾为蒂托·李维和西塞罗的作品注释。他曾收集西塞罗作品的残片，将它们与自己所写的内容拼接在一起，托名西塞罗的 Consolatio 出版。
他于1550年编订罗马执政官的年表（Fasti Consulares），1559年修订。